# Musée Condorcet
Maison natale de Condorcet
 (avril 2012).
Si vous disposez d'ouvrages ou d'articles de référence ou si vous connaissez des sites web de qualité traitant du thème abordé ici, merci de compléter l'article en donnant les références utiles à sa vérifiabilité et en les liant à la section « Notes et références ».
La maison natale de Condorcet est un musée français situé à Ribemont, dans le département de l'Aisne, dédié principalement au philosophe, mathématicien et politologue Nicolas de Condorcet (1743-1794).
Le musée est situé dans la maison natale de Nicolas de Condorcet. La collection du musée se consacre aussi à d'autres personnalités ayant vécu à Ribemont et au passé historique de la ville. Le lieu classé au monument historique (arrêté du 23 mars 1990) est d'un modeste intérêt architectural, mais porte une valeur historique considérable.

## Historique

### La maison natale de Condorcet
La maison a été construite vers 1700 pour le grand-père maternel de Condorcet, Claude Nicolas Gaudry. Antoine de Caritat, originaire de la ville de Condorcet (dont il détient le titre) reçoit le bourg de Ribemont comme garnison d'affection. En Picardie, il épouse la veuve Marie-Madeleine Gaudry. Cette union donna naissance à Marie Jean Antoine Nicolas de Caritat de Condorcet le 17 septembre 1743 à Ribemont. Marie Jean Antoine Nicolas de Caritat quitte sa ville natale pour la poursuite de ses études dans un premier temps au collège des Jésuites de Reims, puis au collège de Navarre, à Paris. Il aurait séjourné régulièrement dans cette maison jusqu'en 1775. Il y a probablement reçu Turgot et d'Alembert.

### La maison de Léon Hennique
Vers 1880, la maison est devenue la propriété du romancier naturaliste Léon Hennique (1850-1935) qui y accueillit, entre autres écrivains illustres de l'époque Émile Zola et Alphonse Daudet. Nicolette Hennique en a également été propriétaire. Cependant, cette sobre demeure en brique et pierre a été en partie détruite pendant la Première Guerre mondiale et a perdu au cours de celle-ci la totalité de ses décors intérieurs et de son mobilier XVIIIe siècle, encore en place avant 1914. En outre, la maison a subi, depuis la dernière guerre une longue période d'abandon.

### Une propriété communale
Elle reste propriété privée jusqu’en 1989, date de son acquisition par la commune de Ribemont. Ouverte en l’état de 1994 à 1998, puis entièrement restaurée de 1998 à 1999, elle est rouverte au public depuis juin 2000. Ayant reçu le label Maisons des Illustres grâce à Dominique Knockaert, le président de l'association Condorcet, elle a été inaugurée le 4 mai 2001 par l'ancien ministre de la justice Robert Badinter.

## Collections
Le musée présente des documents concernant les personnalités natives de Ribemont :
- Antoine Nicolas Caritat de Condorcet (1743 - 1794) ;
- François Blondel, architecte (1618, Ribemont - 1686) ;
- Louis Charles Vincent Le Blond de Saint-Hilaire, général de division  (1761, Ribemont - 1809, Vienne) ;
- Léon Hennique, premier président de l'Académie Goncourt (1850 - 1935).

Ainsi que des documents relatifs à l'histoire de la ville.

## Galerie

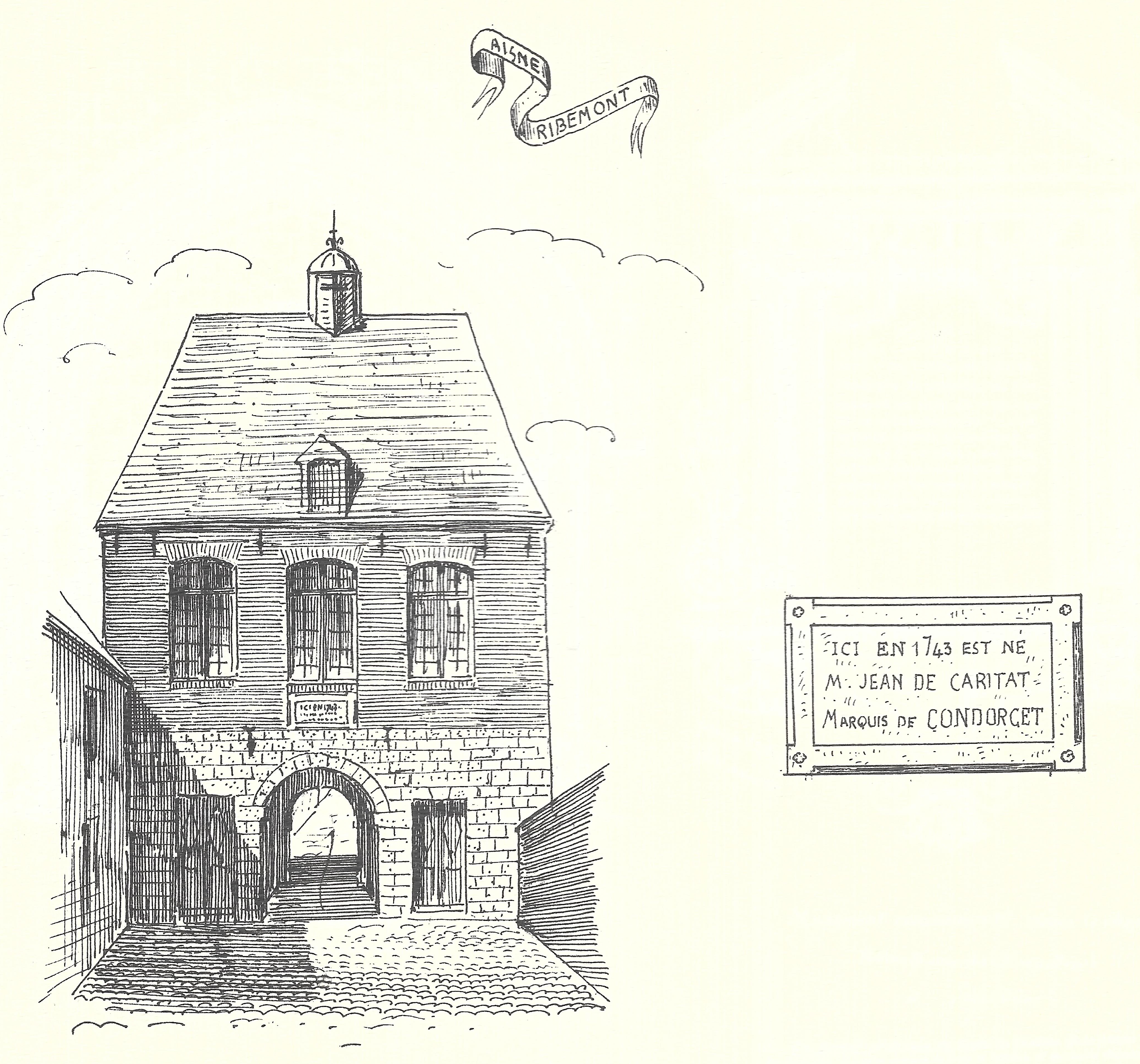
Maison natale de Condorcet vers 1875 (Dessin de Joachim Malézieux (1851/1906)
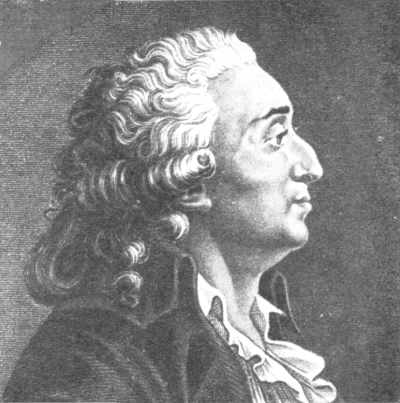
Nicolas de Condorcet